# Production World Rally Championship 2011
Die Production World Rally Championship 2011 war die zehnte Saison der Production World Rally Championship. Sie wurde über sieben Rallyes in der Zeit vom 11. Februar bis zum 13. November im Rahmen der Rallye-Weltmeisterschaft 2011 ausgetragen. Bei der als fünfter Lauf dieser Serie ausgetragenen Rallye Australien gewann der 24 Jahre alte Neuseeländer Hayden Paddon vorzeitig den Meistertitel.

## Teilnehmer
| Nr.         | Team                            | Fahrer               | Beifahrer           | Fahrzeug                 | Rallyes |
| ----------- | ------------------------------- | -------------------- | ------------------- | ------------------------ | ------- |
| 21          | Uspenskiy Rally Tecnica         | Patrik Flodin        | Göran Bergsten      | Subaru Impreza WRX STI   | 1, 2    |
| 22          | Lotos Dynamic Rally Team        | Michał Kościuszko    | Maciej Szczepaniak  | Mitsubishi Lancer Evo X  | 2       |
| 23          | Gianluca Linari                 | Gianluca Linari      | Andrea Cecchi       | Subaru Impreza WRX STI   | 1       |
| 23          | Gianluca Linari                 | Gianluca Linari      | Nicola Arena        | Subaru Impreza WRX STI   | 2       |
| 24          | Bilbutikken AS World Rally Team | Anders Grøndal       | Veronica Engan      | Subaru Impreza WRX STI   | 1, 2    |
| 25          | Jukka Ketomaki                  | Jukka Ketomaki       | Kai Risberg         | Mitsubishi Lancer Evo X  | 1, 2    |
| 26          | Martin Semerád                  | Martin Semerád       | Michal Ernst        | Mitsubishi Lancer Evo IX | 1, 2    |
| 27          | Harry Hunt                      | Harry Hunt           | Steve McPhee        | Citroën DS3 R3T          | 2       |
| 28          | Team Abu Dhabi                  | Majed Al Shamsi      | Khaled Al-Kendi     | Subaru Impreza WRX STI   | 1       |
| 28          | Team Abu Dhabi                  | Majed Al Shamsi      | Killian Duffy       | Subaru Impreza WRX STI   | 2       |
| 29          | Team Abu Dhabi                  | Bader Al Jabri       | Stephen McAuley     | Subaru Impreza WRX STI   | 1, 2    |
| 30          | Mentos Ascania Racing           | Oleksandr Saljuk jr. | Pavel Cherepin      | Mitsubishi Lancer Evo IX | 1, 2    |
| 31          | Mentos Ascania Racing           | Aleksey Kikireshko   | Vadim Chernega      | Mitsubishi Lancer Evo IX | 1, 2    |
| 32          | Mentos Ascania Racing           | Walerij Horban       | Evgeniy Leonov      | Mitsubishi Lancer Evo IX | 1       |
| 32          | Mentos Ascania Racing           | Walerij Horban       | Sergey Larens       | Mitsubishi Lancer Evo IX | 2       |
| 33          | Dmitry Tagirov                  | Dmitry Tagirov       | Anna Zavershinskaya | Subaru Impreza WRX STI   | 1, 2    |
| 34          | Darnitsa Motorsport             | Jurij Protassow      | Adrian Aftanaziv    | Mitsubishi Lancer Evo X  | 1, 2    |
| 35          | Nicolás Fuchs                   | Nicolás Fuchs        | Ruben Garcia        | Mitsubishi Lancer Evo X  | 1, 2    |
| 38          | Hayden Paddon                   | Hayden Paddon        | John Kennard        | Subaru Impreza WRX STI   | 2       |
| 39          | Benito Guerra                   | Benito Guerra        | Borja Rozada        | Mitsubishi Lancer Evo X  | 2       |
| Gaststarter |                                 |                      |                     |                          |         |
| 49          | Ricardo Moura                   | Ricardo Moura        | Luis Ramalho        | Mitsubishi Lancer Evo IX | 2       |

Bei jeder Rallye durfte dessen Veranstalter zwei Gaststarter aus seinem jeweiligen Land nominieren, die punkteberechtigt für die Meisterschaft waren.

## Ergebnisse
| Rallye                                      | Platz | Fahrer               | Fahrzeug                 | Gesamtzeit |  |
| ------------------------------------------- | ----- | -------------------- | ------------------------ | ---------- |  |
| Rallye Schweden 11.–13. Februar 2011        | 1     | Martin Semerád       | Mitsubishi Lancer Evo IX | 3:46:59,8  |  |
| Rallye Schweden 11.–13. Februar 2011        | 2     | Jurij Protassow      | Mitsubishi Lancer Evo X  | + 5:17,3   |  |
| Rallye Schweden 11.–13. Februar 2011        | 3     | Nicolás Fuchs        | Mitsubishi Lancer Evo IX | + 6:44,1   |  |
|                                             |       |                      |                          |            |  |
| Rallye Portugal 25.–27. März 2011           | 1     | Hayden Paddon        | Subaru Impreza WRX STI   | 4:33:33,4  |  |
| Rallye Portugal 25.–27. März 2011           | 2     | Jukka Ketomaki       | Mitsubishi Lancer Evo X  | + 7:39,9   |  |
| Rallye Portugal 25.–27. März 2011           | 3     | Martin Semerád       | Mitsubishi Lancer Evo IX | + 9:12,6   |  |
|                                             |       |                      |                          |            |  |
| Rallye Argentinien 27.–29. Mai 2011         | 1     | Hayden Paddon        | Subaru Impreza WRX STI   | 4:29:40,7  |  |
| Rallye Argentinien 27.–29. Mai 2011         | 2     | Patrik Flodin        | Subaru Impreza WRX STI   | + 7:50,3   |  |
| Rallye Argentinien 27.–29. Mai 2011         | 3     | Dmitry Tagirov       | Subaru Impreza WRX STI   | + 13:26,9  |  |
|                                             |       |                      |                          |            |  |
| Rallye Finnland 29.–31. Juli 2011           | 1     | Hayden Paddon        | Subaru Impreza WRX STI   | 2:51:57,2  |  |
| Rallye Finnland 29.–31. Juli 2011           | 2     | Jarkko Nikara        | Mitsubishi Lancer Evo IX | + 40,2     |  |
| Rallye Finnland 29.–31. Juli 2011           | 3     | Patrik Flodin        | Subaru Impreza WRX STI   | + 1:07,7   |  |
|                                             |       |                      |                          |            |  |
| Rallye Australien 9.–11. September 2011     | 1     | Hayden Paddon        | Subaru Impreza WRX STI   | 3:53:28,3  |  |
| Rallye Australien 9.–11. September 2011     | 2     | Michał Kościuszko    | Mitsubishi Lancer Evo X  | + 1:32,0   |  |
| Rallye Australien 9.–11. September 2011     | 3     | Oleksandr Saljuk jr. | Mitsubishi Lancer Evo IX | + 3:39,2   |  |
|                                             |       |                      |                          |            |  |
| Rallye Katalonien 21.–23. Oktober 2011      | 1     | Patrik Flodin        | Subaru Impreza WRX STI   | 4:29:40,7  |  |
| Rallye Katalonien 21.–23. Oktober 2011      | 2     | Michał Kościuszko    | Mitsubishi Lancer Evo X  | + 2,0      |  |
| Rallye Katalonien 21.–23. Oktober 2011      | 3     | Benito Guerra        | Mitsubishi Lancer Evo X  | + 9:45,5   |  |
|                                             |       |                      |                          |            |  |
| Rallye Großbritannien 11.–13. November 2011 | 1     | Patrik Flodin        | Subaru Impreza WRX STI   | 3:49:32,2  |  |
| Rallye Großbritannien 11.–13. November 2011 | 2     | Martin Semerád       | Mitsubishi Lancer Evo IX | + 5:43,8   |  |
| Rallye Großbritannien 11.–13. November 2011 | 3     | Michał Kościuszko    | Mitsubishi Lancer Evo X  | + 12:14,7  |  |

## Wertung
| Pos. | Fahrer               | SWE | POR | ARG | FIN | AUS | ESP | GBR | Punkte |
| ---- | -------------------- | --- | --- | --- | --- | --- | --- | --- | ------ |
| 1    | Hayden Paddon        |     | 25  | 25  | 25  | 25  | 4   |     | 104    |
| 2    | Patrik Flodin        |     | 1   | 18  | 15  |     | 25  | 25  | 84     |
| 3    | Michał Kościuszko    |     | 6   | 1   | 10  | 18  | 18  | 18  | 71     |
| 4    | Martin Semerád       | 25  | 15  | 10  |     |     | 1   |     | 51     |
| 5    | Nicolás Fuchs        | 15  |     | 12  |     |     | 8   | 15  | 50     |
| 6    | Benito Guerra        |     | 12  | 8   |     | 12  | 15  |     | 47     |
| 7    | Walerij Horban       | 12  | 10  |     | 6   | 10  | 6   | 2   | 46     |
| 8    | Oleksandr Saljuk jr. | 6   | 8   |     |     | 15  | 10  | 4   | 45     |
| 9    | Dmitry Tagirov       | 8   |     | 15  | 2   |     |     | 12  | 37     |
| 10   | Gianluca Linari      | 10  |     | 4   |     | 8   |     |     | 22     |
| 11   | Jarkko Nikara        |     |     |     | 18  |     |     |     | 18     |
| 12   | Majed Al Shamsi      | 4   | 4   |     |     |     |     | 10  | 18     |
| 13   | Bader Al Jabri       |     | 2   |     |     | 1   | 12  |     | 15     |
| 14   | Aleksey Kikireshko   |     |     |     | 4   |     | 2   | 8   | 14     |
| 15   | Mikko Pajunen        |     |     |     | 8   |     |     |     | 8      |
| 16   | Harry Hunt           |     |     |     |     | 2   |     | 6   | 8      |
| 17   | Ezequiel Campos      |     |     | 6   |     |     |     |     | 6      |
| 18   | Brendan Reeves       |     |     |     |     | 6   |     |     | 6      |
| 19   | Nathan Quinn         |     |     |     |     | 4   |     |     | 4      |
| 20   | Jukka Ketomaki       |     |     |     |     |     |     |     | 0      |
| 21   | Jurij Protassow      |     |     |     |     |     |     |     | 0      |
| 22   | Anders Grøndal       |     |     |     |     |     |     |     | 0      |